# E22
E22 eller Europaväg 22 är en öst-västlig europaväg, som går mellan Holyhead i Storbritannien och Isjim i Ryssland, via Nederländerna, Tyskland, Sverige och Lettland. Den är 5 320 kilometer lång.

## Sträckning
Holyhead - Manchester - Bradford - Leeds - Grimsby - (havsavbrott) - Amsterdam - Groningen - (gräns Nederländerna-Tyskland) - Bremen - Hamburg - Lübeck - Rostock - Stralsund - Sassnitz - (färja Tyskland-Sverige) - Trelleborg - Malmö - Lund - Kristianstad - Sölvesborg - Karlshamn - Karlskrona - Kalmar - Oskarshamn - Västervik - Valdemarsvik - Söderköping - Norrköping - (havsavbrott) - Ventspils - Riga - (gräns Lettland-Ryssland) - Moskva - Nizjnij Novgorod - Jelabuga - Perm - Jekaterinburg - Isjim

### Storbritannien

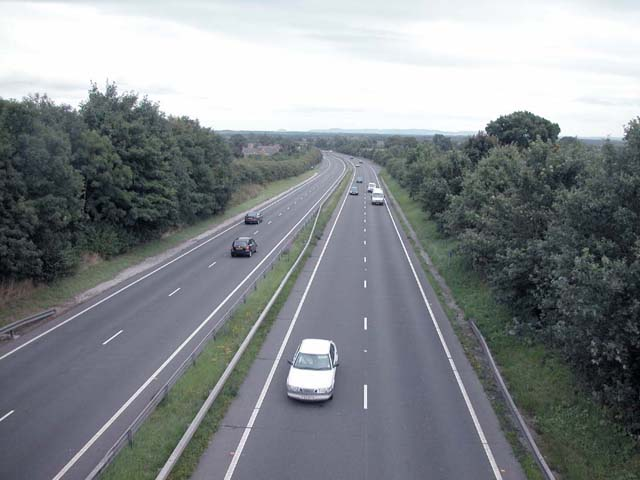
E22 vid Warren Mountain i norra Wales.

Den västra ändpunkten på E22 är Holyhead i Anglesey i det nordvästra hörnet av Wales. Därifrån går E22 över Anglesey och sedan längs Wales norra kust på vägen A55. I England följer E22 motorvägen M62 förbi Manchester och Leeds. Sista biten ut mot Immingham på Englands östkust går europavägen på vägarna M180 och A180. Immingham är en viktig hamn och en förstad till Grimsby.
Sträckan i Storbritannien är 370 kilometer lång, och den skyltas inte med europavägnummer.

### Nederländerna

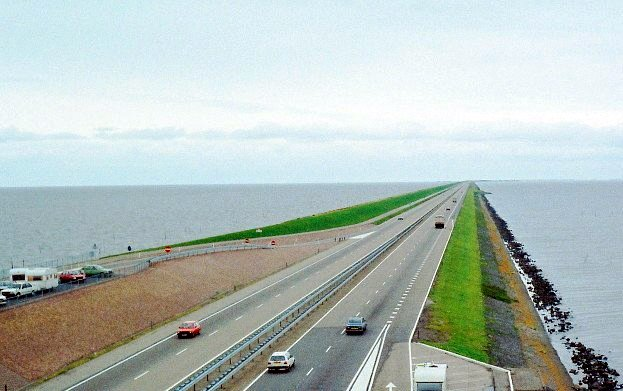
Afsluitdijk

Det finns inte någon färja Grimsby - Amsterdam. Närmaste alternativ är färja från den närbelägna staden Kingston upon Hull till Rotterdam, med P&O Ferries, 1 gång per dag.
I Amsterdam följer E22 motorvägarna A10 och A8 innan den når A7 i norra utkanten av Amsterdam. Därifrån är europavägens sträckning gemensam med A7/N7, först norrut genom Noord-Holland, därefter på Afsluitdijk, för att sedan ta av österut genom de nordligaste delarna av Nederländerna till gränsen mot Tyskland vid Nieuweschans. Detta blir 240 km.

### Tyskland
|  |  |  |
|  |  |  |

- A280, gränsen mot Nederländerna – Bunde, 6 km
- A31, Bunde – Leer, 20 km
- A28, Leer – Oldenburg – Bremen, 115 km
- A1, Bremen – Hamburg – Lübeck, 192 km
- A20, Lübeck – Wismar – Rostock – Süderholz, 187 km
- B96, Süderholz – Stralsund – Sassnitz, 74 km

E22 passerade tidigare på stadsgator genom de västra utkanterna av staden Stralsund. En avlastande förbifartsled för E22/Bundesstrasse B105 har byggts. E22 följer numera E251/Bundesstrasse B96 på en nybyggd stadsmotorväg genom Stralsunds östra utkanter och korsar sedan Strehlasundets vatten via en ny högbro, invigd 2007. På några års sikt ska en helt ny motortrafikled längs med den nuvarande, hårt trafikbelastade landsvägen E22/E251/Bundesstrasse B96 byggas fram till staden Bergen auf Rügen. E22 går med färja Sassnitz - Trelleborg. Ruten var stängd åren 2020-2023 men återöppnades igen i april 2023.

### Sverige

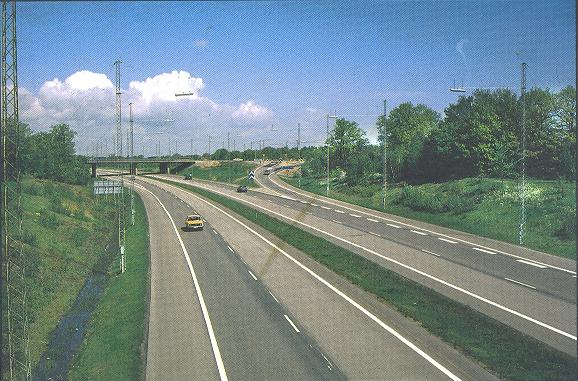
Motorvägen på E22 i Kalmar (Tpl Ölandsleden).

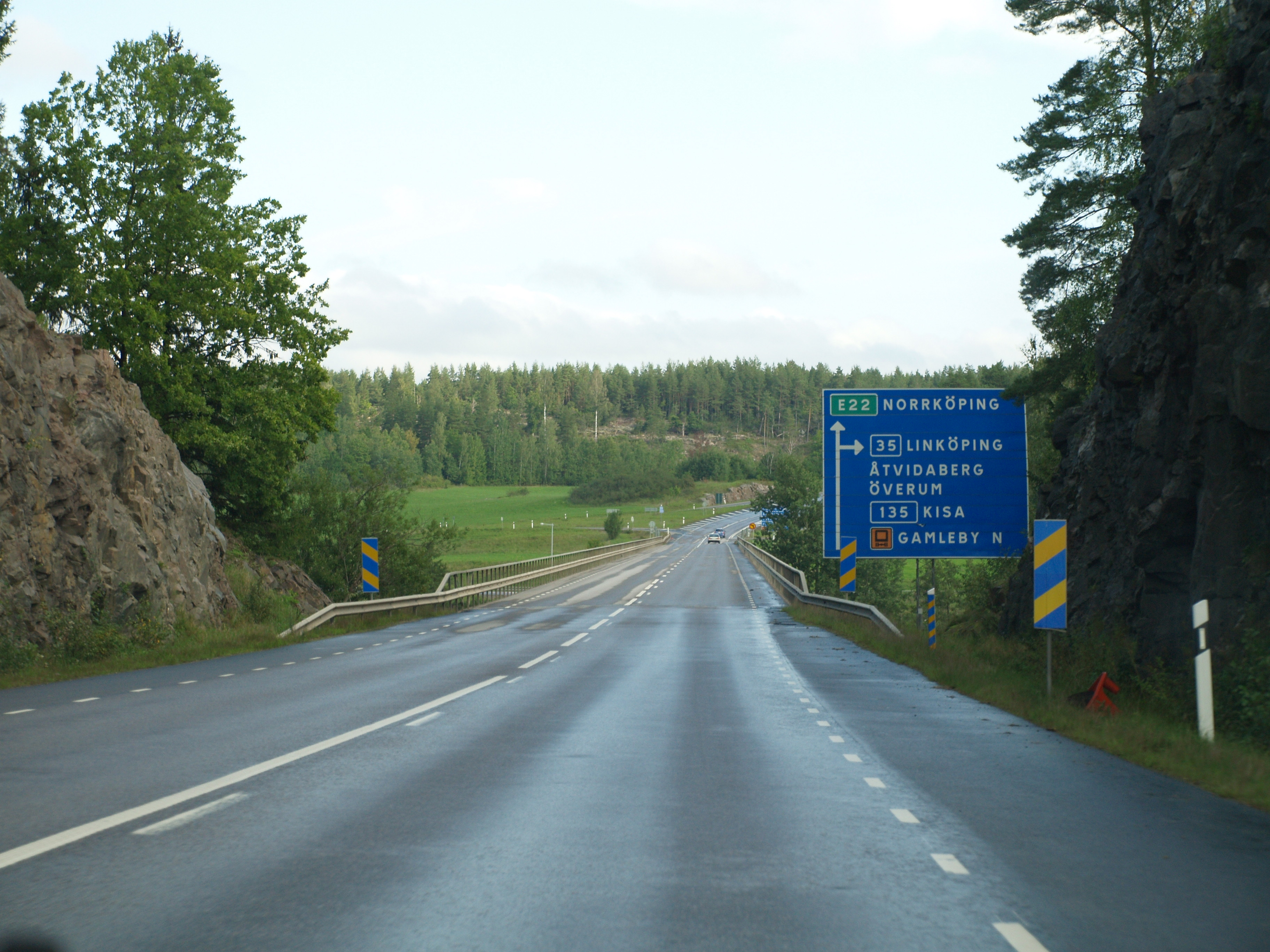
E22 vid Gamleby (Skramstadbron).

I Sverige börjar vägen i Trelleborg och går tvärs igenom Skåne och Blekinge och längs med ostkusten upp till Norrköping, förbi bland annat Malmö, Lund, Kristianstad, Sölvesborg, Karlshamn, Karlskrona, Kalmar, Oskarshamn och Västervik. Sträckan i Sverige är 560 km lång.
Vägen är ett viktigt nationellt och regionalt stråk som förbinder landskap som Skåne, Blekinge, Öland, östra Småland, Östergötland och hamnarna i dessa landskap med varandra.
Sveriges första motorväg mellan Malmö och Lund, som invigdes 8 september 1953 av Prins Bertil, ingår här liksom en del av de senast utbyggda avsnitten på det svenska motorvägsnätet vid Sätaröd och Vä, som öppnades 10 december 2020. Sveriges första trefältsväg byggdes söder om Kalmar 1997–2000, liksom en av landets första motortrafikleder som byggdes i Blekinge på 1960-talet. 
Hösten 2026 planeras det att en ny förbifart väster om Söderköping ska börja byggas.
I Sverige används E22 sedan 1992 även som nationellt vägnummer (närmast dessförinnan användes namnet E66). Vägen skyltas från söder mot norr: Malmö, Kalmar, Norrköping. Från norr mot söder: Kalmar, Malmö, Trelleborg, Sassnitz.

### Östersjön
Vägen går enligt Europavägskonventionen (se europaväg) med färja Norrköping - Ventspils i Lettland. Någon sådan färja finns inte och har inte funnits (2020). Det finns och har funnits ett antal olika färjelinjer mellan Sverige och Lettland. Sommaren 2006 trafikeras linjerna Nynäshamn-Ventspils (Scandlines), Karlshamn-Ventspils (Scandlines) och Stockholm-Riga (Tallink). Färjelinjen Västervik-Ventspils har trafikerats tidigare, men rederiet VV Line gick i konkurs år 2003. En annan möjlighet som finns är färjan Stockholm-Tallinn (Tallink).

### Lettland

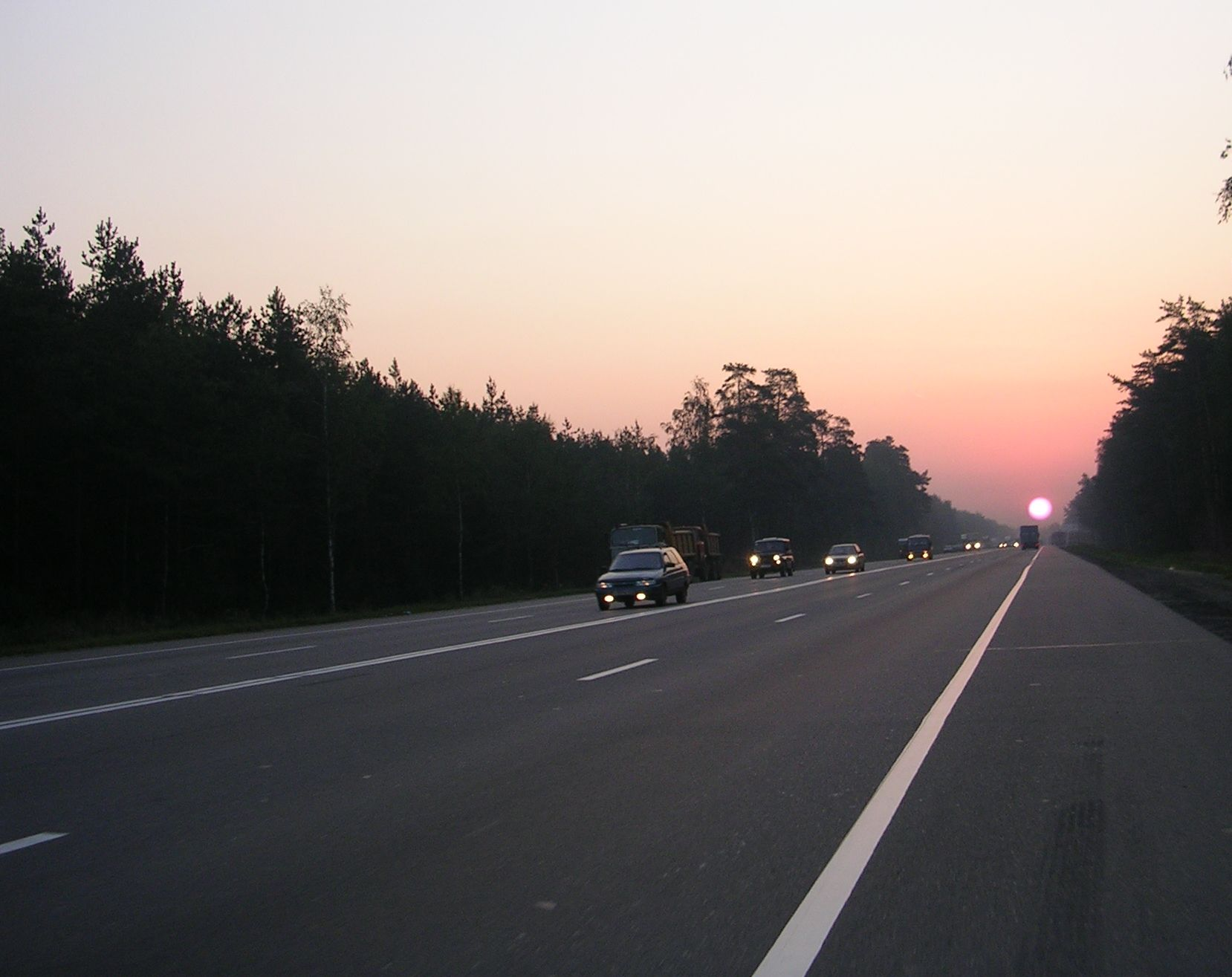
E22/M7 öster om Moskva.

E22 genom Lettland följer till största delen följande riksvägar:
- A10, Ventspils – Riga
- A6, Rīga – Jēkabpils
- A12, Jēkabpils – Rēzekne – Zilupe

Från Riga till Jekabpils planerades i början av 1990-talet en ny sträckning av vägen som löpte längre norrut än A6, och som gick utanför alla större samhällen. Den enda del av vägen som blev färdigställd innan Sovjetunionens upplösning var en sträcka som började strax norr om Ogre och slutade vid korsningen med vägen mellan Kegums och Suntazi. Eftersom fortsättningen österut aldrig blev byggd, är E22 skyltad så att man svänger av på vägen mot Kegums och sedan fortsätter på A6.
Längd 490 km.

### Ryssland
Gränsövergångar mellan EU-länder och Ryssland har problem med köer, på grund av rysk pappersexercis och kraftigt ökad handel. Även denna gränsövergång har svåra problem med milslånga köer av lastbilar, som kan ta ett dygn för dem att passera.[källa behövs] För personbilar tar det dock inte så lång tid, även om man får räkna med flera timmar, bland annat för att det finns två gränskontroller, en på varje sida, som båda genomför både pass- och tullkontroll.
Efter Lettland fortsätter E22 förbi Moskva via Perm till Isjim i Sibirien. Sträckan är cirka 3080 km lång i Ryssland, varav 620 km till Moskva, 1450 km till Perm och ytterligare 1010 km till Isjim. Detta är den längsta europavägen inom ett land (både Europa och Asien).
Vägen är i Ryssland vanlig landsväg, nära vissa städer korta motorvägsliknande sträckor. E22 skyltas ganska sällan. Den följer:
- M9 Zasitino - Moskva
- M7 Moskva - Nizjnij Novgorod - Kazan - Jelabuga -
- Jelabuga - Perm (Google maps visar att E22 går Kazan - Malmyzj - Kilmez - Perm men det stämmer inte, den går via Jelabuga. Vägen Malmyzj - Kilmez är grusväg och innehåller en färja över floden Vjatka, medan vägen via Jelabuga har bro och är asfalterad hela vägen)
- Perm - Jekaterinburg - Tiumen - Isjim

## Anslutningar till andra europavägar
| - E5 - E20 - E15 - E19 - E35 - E232 - E37 |  | - E234 - E45 - E26 - E47 - E55 - E251 |  | - E6 - E65 - E20 - E4 - E77 - E67 - E262 |  | - E95 - E105 - E115 - E30 - E017 - E125 |

## Historia
I Europavägsystemet från 1950 var E22s sträckning Berlin–Wrocław–Kraków–Lviv. Dagens E22 hette då E66 mellan Malmö och Norrköping, och E6 mellan Malmö-Trelleborg-Sassnitz-Stralsund. Sträckan Stralsund-Amsterdam hette E65, E4, E3, E35, E10. Vägen Malmö-Norrköping hette före 1980 riksväg 15, och före 1962 rikshuvudväg 4.
1974 föreslogs sträckningen Holyhead–Bremen–Sassnitz, något som också infördes 1983. 1985 förlängdes sträckningen till Norrköping, 1999 till Nizjnij Novgorod och 2001 till Isjim. Sträckan i Sverige infördes nationellt och skyltades först 1992.